# Ван Дайк, Дик
Ри́чард Уэ́йн «Дик» Ван Дайк (англ. Dick Van Dyke, род. 13 декабря 1925[…], Уэст-Плейнс, Миссури) — американский актёр, комик, сценарист и продюсер. Брат актёра Джерри Ван Дайка, отец актёра и сценариста Барри Ван Дайка и дед актёра и сценариста Шэйна Ван Дайка.

## Биография
Ван Дайк родился в Уэст-Плейнс (штат Миссури) в семье Лорена Уэйна Ван Дайка и Хейзл Ворич Маккорди. Его семья имеет голландское, английское, ирландское и шотландское происхождение. Его младший брат — Джерри Ван Дайк, также стал актёром. Ещё в детстве он почувствовал желание стать артистом, а вдохновение к этому ему дали фильмы с Лорелом и Харди в местном кинотеатре. Его первый актёрский опыт состоялся в средней школе в любительском театре.
Первого успеха добился в 1960 году на Бродвее, когда за роль в мюзикле «Пока, пташка» был удостоен премии «Тони». Спустя три года мюзикл был экранизирован, причём, Ван Дайк сыграл свою роль и в фильме. В 1964 году он снимался в анимационно-игровом фильме «Мэри Поппинс», где сыграл две совершенно разных роли: положительную — молодого весёлого трубочиста Берта, друга главной героини, и отрицательную — старого банкира мистера Доуса-старшего. За эти роли актёр был номинирован на премию «Золотой глобус».
С 1961 по 1966 год Дик Ван Дайк был ведущим собственного телешоу на канале CBS, которое принесло ему три премии «Эмми». В 1979 году вместе с актрисой Кэтлин Куинлан сыграл главные роли в последнем фильме Стенли Крамера, драме «И спотыкается бегущий».
В 1990-е годы актёр был исполнителем роли доктора Марка Слоана в детективном телесериале «Диагноз: убийство».
Дик ван Дайк имеет звезду на Голливудской Аллее Славы на Голливудском бульваре 7021, а также был признан Легендой Диснея.

## Избранная фильмография
| Год       |   | Русское название              | Оригинальное название                   | Роль                       |
| --------- | - | ----------------------------- | --------------------------------------- | -------------------------- |
| 1964      | ф | Мэри Поппинс                  | Mary Poppins                            | Берт и мистер Доус-старший |
| 1977      | с | Шоу Кэрол Бёрнетт             | The Carol Burnett Show                  | разные персонажи           |
| 1979      | ф | И спотыкается бегущий         | The Runner Stumbles                     | отец Брайан Ривард         |
| 1986—1990 | с | Мэтлок                        | Matlock                                 | судья Картер Эддисон       |
| 1989      | с | Золотые девочки               | The Golden Girls                        | Кен                        |
| 1990      | ф | Дик Трейси                    | Dick Tracy                              | окружной прокурор Флетчер  |
| 1993—2001 | с | Диагноз: убийство             | Diagnosis: Murder                       | доктор Марк Слоан          |
| 2000      | с | Сабрина — маленькая ведьма    | Sabrina, the Teenage Witch              | Дюк                        |
| 2003      | с | Клиника                       | Scrubs                                  | доктор Таунсенд            |
| 2006      | ф | Любопытный Джордж             | Curious George                          | мистер Блумсберри          |
| 2006      | ф | Ночь в музее                  | Night at the Museum                     | Сесил Фредерикс            |
| 2014      | ф | Ночь в музее: Секрет гробницы | Night at the Museum: Secret of the Tomb | Сесил Фредерикс            |
| 2015      | с | Бывает и хуже                 | The Middle                              | Датч Спенс                 |
| 2018      | ф | Мэри Поппинс возвращается     | Mary Poppins Returns                    | мистер Доус-младший        |

## Заметки
1. ↑  В заключительных титрах фильма есть следующий розыгрыш: сначала при обозначении исполнителя главной отрицательной роли как «Navckid Keyd»  (с англ. — «Навкид Кейд»), потом буквы его имени и фамилии несколько раз, танцуя, встают не на свои места. Потом они образуют настоящее имя артиста, чтобы было видно, что это вторая роль в его исполнении.